# Pierre Laporte
Pour les articles homonymes, voir Laporte et Pierre Laporte (homonymie).
Pierre Laporte, né le 25 février 1921 à Montréal et trouvé mort le 17 octobre 1970, est un avocat, journaliste et homme politique québécois.
Il est député libéral de Chambly de 1961 à 1970 et occupe durant ses mandats, différentes fonctions ministérielles au sein des gouvernements Lesage et Bourassa.
Le 10 octobre 1970, il est enlevé par des membres du Front de libération du Québec. Cet événement est au cœur de la crise d'Octobre 1970. Laporte est retrouvé mort sept jours plus tard dans le coffre arrière d'une voiture.

## Biographie
Fils de René Laporte, médecin, et de Juliette Leduc, Pierre Laporte vient d'une famille identifiée au Parti libéral. Il est le petit-fils d'Alfred Leduc, qui a été ministre sans portefeuille dans le gouvernement Taschereau. Laporte fait ses études classiques au Collège de l'Assomption et au Collège Jean-de-Brébeuf, et étudie le droit à l'Université de Montréal. Il est admis au barreau du Québec en juillet 1945.
Diplôme en main, il se marie le mois suivant à Françoise Brouillet et pratique le droit avec Jean-Paul Verschelden et Simon Venne. Parallèlement à sa carrière d'avocat, il poursuit des ambitions journalistiques. Le politologue Dale C. Thomson le décrit comme un « catholique fervent », un « nationaliste inébranlable » et un homme « énergique et ambitieux », mais sans le sou.
En 1946, il fonde Le Vigilant, la revue mensuelle de la Jeune Chambre de commerce de Montréal. Le premier numéro paraît le 1er juillet 1946.
Laporte est embauché au Devoir de Montréal, où il travaillera pendant 16 ans. Le journal l'affecte pendant de nombreuses années à la couverture de l'Assemblée législative durant les travaux parlementaires. Adversaire politique du gouvernement de Maurice Duplessis, Laporte devient l'un des premiers journalistes francophones à couvrir le terrain fertile des scandales au gouvernement du Québec sous la Grande Noirceur. Il se présente en tant que candidat indépendant — mais avec l'appui tacite des libéraux — dans la circonscription de Montréal-Laurier lors de l'élection générale de 1956. Il est battu et reprend du service en tant que journaliste. En 1957, il se lance en politique municipale aux côtés de Jean Drapeau de la Ligue d'action civique, pour laquelle il milite tout au long des années 1950, sans toutefois être élu.
Le 13 juin 1958, Laporte publie une nouvelle fracassante : plusieurs ministres du gouvernement de l'Union nationale auraient profité financièrement d'informations confidentielles lors de la vente du réseau de distribution du gaz naturel à Montréal par Hydro-Québec. Il écrit :

« Des ministres, des conseillers législatifs, des fonctionnaires et des financiers sont impliqués dans cette affaire de 20 millions $. Plusieurs ministres du cabinet Duplessis — peut-être le premier ministre lui-même — ont spéculé sur les actions de la Corporation de gaz naturel du Québec. »

L'affaire, connue sous le nom de scandale du gaz naturel, met en cause l'ex-ministre des Finances devenu lieutenant-gouverneur, Onésime Gagnon, ainsi que sept autres ministres du gouvernement de l'Union nationale. Parmi les personnes mises en cause figure Daniel Johnson. Ce scandale donnera lieu à la commission Salvas. Malgré les démentis formels du premier ministre, plusieurs historiens, affirment que cet épisode a affecté la santé de Maurice Duplessis, aux prises avec un diabète sévère.
En 1960, il publie Le vrai visage de Duplessis aux Éditions de l'Homme. L'ouvrage, écrit au lendemain de la mort du premier ministre unioniste qu'il a couvert et combattu avec acharnement pendant plus d'une décennie, est étonnamment bienveillant à l'égard de Duplessis. Laporte le qualifiant de « complexe », à la fois « très généreux » et « mesquin », « intraitable ou charmant ». « Il me paraît évident que ce livre n'est pas une charge à fond contre lui », affirme l'auteur en introduction à son ouvrage, réédité en 1962.

### Carrière politique
En 1961, le nouveau premier ministre du Québec, Jean Lesage, le convainc de tenter sa chance à nouveau en politique. Il est élu député de Chambly à la faveur d'une élection partielle, le 14 décembre 1961. Il y sera réélu aux élections générales de 1962, 1966 et 1970.
Après l'élection de 1962, il accède au Conseil des ministres, à titre de ministre des Affaires municipales de 1962 à 1966 et de ministre des Affaires culturelles de 1964 à 1966 dans le gouvernement Lesage. Sous son mandat a lieu la commission Sylvestre autour de laquelle Jean-Paul Brodeur remarquera plusieurs anomalies notamment l'incendie du palais de justice contenant des éléments de preuves en 1966, le juge Deblois visé par les faits de corruption malade au moment des auditions, le commissaire Sylvestre qui décède pendant l'enquête et le fils de Deblois, Louis qui est nommé administrateur de la Régie des loyers à partir de 1966 jusqu'en 1970 notamment sous la période d'expropriation importante de la ville de Québec à laquelle s'opposera fermement Laporte en 1969, vis-à-vis un Gilles Lamontagne, ancien camarade de classe, pourtant convaincu que le développement économique de la ville de Québec s'impose. La carrière de Lamontagne est redevable à Pierre Laporte.
Après la défaite libérale de 1966, Laporte devient le leader intérimaire de l'opposition à l'Assemblée législative.
En 1970, il se porte candidat à la direction de son parti, mais il est défait par Robert Bourassa, qui sera élu premier ministre du Québec le 29 avril 1970. Son ancien adversaire lui confie le poste de leader du gouvernement en chambre et de ministre du Travail et de la main-d'œuvre.
Alors que son enlèvement par le Front de libération du Québec et son assassinat subséquent en ont fait un martyr dans l'opinion publique, voire un héros, on a appris par après que l'homme aurait eu des liens allégués avec la mafia, liens qui selon les inspecteurs de la Sûreté du Québec auxquels l'enquête était confiée, auraient sans aucun doute mené à son arrestation et inculpation. Laporte a ensuite été lavé de tous soupçons, peu de temps après sa mort, à la suite des conclusions de la Commission d'enquête sur le crime organisé en 1974, qui a conclu que des organisateurs politiques de Laporte avaient des relations avec le crime organisé, mais pas lui. Ces conclusions furent sérieusement mises en doute 40 ans après les événements par un ex-agent de la Sureté du Québec, Claude Lavallée, qui avait été amené à enquêter sur le Parti libéral dans le cadre d'une enquête sur le crime organisé montréalais. La SQ avait tenté à plusieurs reprises de faire fermer plusieurs établissements tenus par la pègre mais, dans certains cas précis, n'y parvenait pas. Dans le cadre de l'enquête Vegas, qui visait principalement Vic Cotroni et ses acolytes, notamment Frank Dasti et Nicola Di Iorio, l'écoute électronique révéla que ce n'étaient pas seulement les proches conseillers de Laporte, l'organisateur politique Jean-Jacques Côté et le chef du cabinet Laporte, René Gagnon, qui entretenaient d'étroites relations avec la mafia montréalaise, mais Pierre Laporte lui-même.
« Dasti communiquait régulièrement avec un dénommé Jean-Jacques Côté, tavernier et organisateur politique du Parti libéral du Québec. À la fin de 1969, il s'était plus particulièrement occupé de la campagne de Pierre Laporte, député de Chambly, qui briguait la chefferie du parti... Le 16 avril (1970), soit quelques semaines avant les élections, on a obtenu la preuve que Pierre Laporte avait tenu une réunion avec Di Iorio et Dasti en compagnie de son organisateur, Jean-Jacques Côté. ».
Le chef du cabinet Bourassa, Paul Desrochers, après la défaite de Laporte et son affectation au ministère du Travail, s'intéressa aux écoutes électroniques de l'équipe Laporte. Quand Pierre Laporte fut enlevé, Frank Dasti appela avec insistance son cabinet pour savoir si son clan était parmi les prochaines cibles du FLQ, comme semblait l'indiquer leur Manifeste, et pour aider à trouver le lieu de séquestration du ministre. Après une rencontre entre le lieutenant francophone du clan Cotroni, Robert Théorêt, et Pierre Vallières, l'affaire aurait été mise de côté, selon les données actuellement disponibles. D'après l'ex-agent de la Sûreté du Québec, c'est lors d'une de ces rencontres entre le chef du cabinet libéral et l'inspecteur-chef de la SQ qu'il aurait été décidé de ne pas révéler les liens entre le Parti libéral et le clan Cotroni établis par l'enquête Vegas.

### Enlèvement
Le samedi 10 octobre 1970 à 18 h 18, Pierre Laporte est enlevé devant sa résidence de Saint-Lambert par des membres de la cellule Chénier du Front de libération du Québec (FLQ). Son enlèvement survient cinq jours après celui du diplomate britannique James Richard Cross. Des négociations entre un avocat mandaté par le gouvernement du Québec, Me Robert Demers et celui des felquistes, Me Robert Lemieux, ne mènent à aucun résultat concret. Le 16 octobre, à la demande du gouvernement du Québec ainsi que du maire de Montréal, le gouvernement du Canada met en place certaines dispositions de la Loi des mesures de guerre et envoie les forces armées patrouiller les rues de Montréal pour contrer la menace du Front de libération du Québec.
Le 17 octobre, le FLQ émet un communiqué à la station de radio montréalaise CKAC 730 dans lequel il annonce la mort du ministre. Le journaliste Mychel St-Louis se rend sur un terrain vague à proximité de l'aéroport de Saint-Hubert. Le corps de Pierre Laporte est retrouvé dans le coffre d'une voiture Chevrolet Biscayne 1968 de couleur bleu-vert immatriculée 9J-2420. Son numéro de plaque était pris en note par le neveu de Pierre Laporte lors de l'enlèvement, mais Paul Rose avait pris soin de l'immatriculer au nom de Paul Fournier quand il l'avait achetée, en juin 1970.
 (septembre 2010).
Améliorez-le ou discutez des points à vérifier. 
C'est donc après sept jours de séquestration que Pierre Laporte est retrouvé sans vie. Les médias font écho au rapport d'autopsie qui conclut à la mort par strangulation, ce que confirmera le procès. La version alternative des événements, d'après les membres de la cellule Libération, évoque la mort accidentelle du ministre, à la suite d'une tentative d'évasion. L'écoute électronique illégale de l'entrevue entre Paul Rose et son avocat Robert Lemieux, également menée par les agents de l'opération Vegas (voir ci-dessus), laisse croire que Rose aurait « achevé » Laporte parce qu'il saignait trop abondamment à la suite de sa tentative d'évasion. Selon le romancier Louis Hamelin, les pièces au dossier indiquent que cette tentative d'évasion aurait eu lieu avant le discours de Robert Bourassa indiquant qu'il ne négocierait pas la libération de son ministre, et non pas après cette annonce. Quarante ans plus tard, en 2010, l'émission Tout le monde en parlait présente à nouveau l'hypothèse d'une mort accidentelle et d'une conclusion officielle erronée.
Pierre Laporte est enterré au cimetière Notre-Dame-des-Neiges, à Montréal, le 20 octobre 1970.

## Hommages

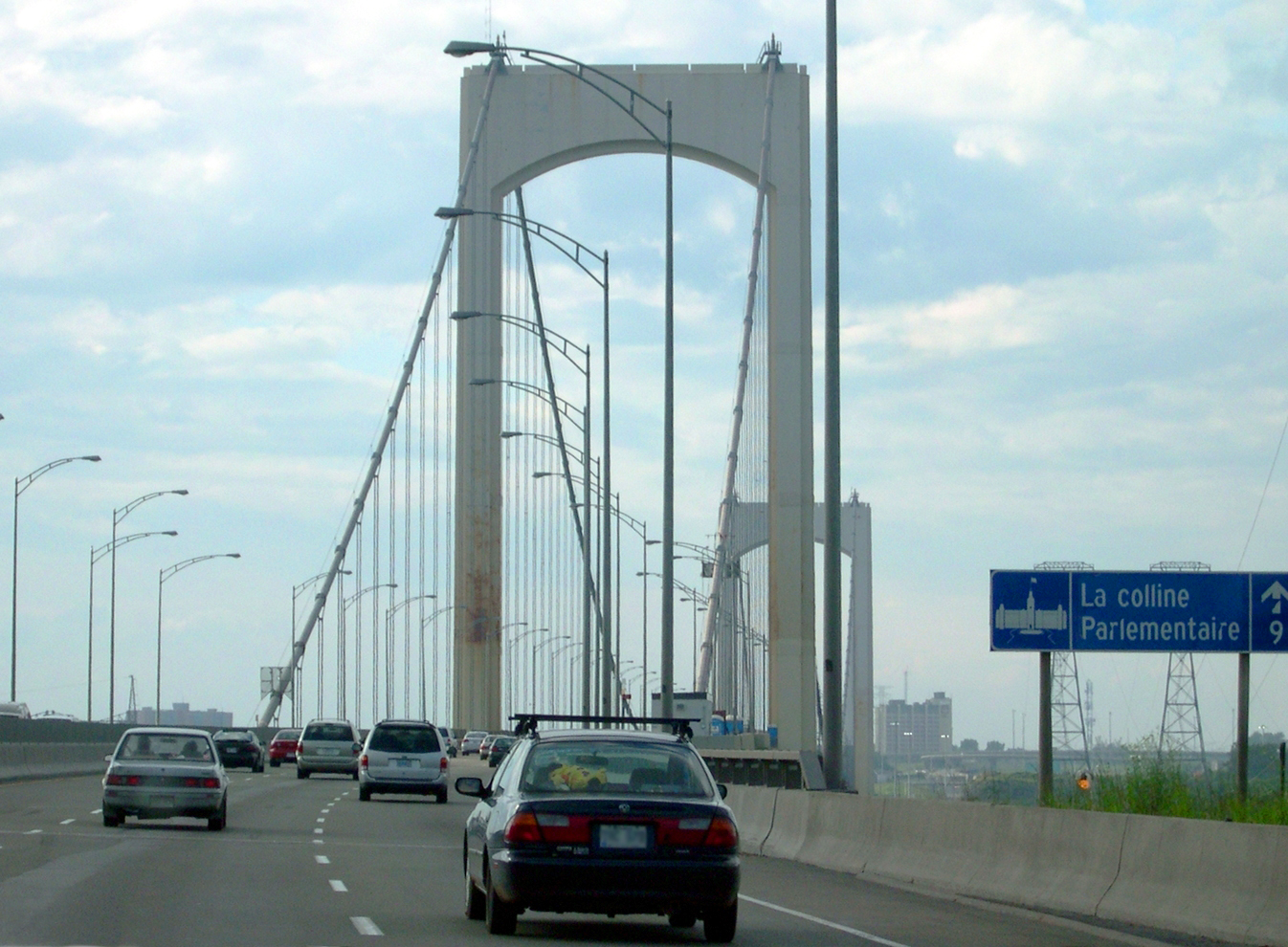
Le pont Pierre-Laporte à Québec

Un pont reliant la ville de Québec à la rive sud du Saint-Laurent est appelé le pont Pierre-Laporte. Il a été inauguré le 1er novembre 1970, en présence de la veuve du ministre assassiné et du premier ministre Robert Bourassa.
Plusieurs écoles, parcs et rues du Québec et en Ontario (Downsview, North York) ont également été renommées en sa mémoire.

## Œuvres
- Pierre Laporte a écrit et fait publier aux Éditions de l'Homme, en 1960, Le vrai visage de Duplessis (140 p.). Il y livre le fruit de 15 ans d'observations en tant que correspondant du Devoir à l'Assemblée législative du Québec. Bien que grand adversaire du chef de l'Union nationale, il tente d'en dépeindre le portrait le plus juste possible, relevant toutes les contradictions de l'homme, et sans porter de jugement définitif. Selon l'historien Jean-Charles Panneton : « Nombreux seront les historiens et auteurs, même parmi les “amis” de Duplessis, à puiser des extraits de cet ouvrage, dont le visage est des plus vraisemblables[23]. » Quant à Georges-Émile Lapalme, il dira de cet ouvrage : « Je fus témoin d'à peu près tout ce qu'il raconte et je me porte garant de l'authenticité de la plupart des faits et des paroles qu'il a enregistrées. Ce livre est essentiel à la connaissance de l'homme et de l’œuvre. C'est en quelque sorte Duplessis par lui-même[24]. »
- Le fonds d’archives de Pierre Laporte (P1003)[25] est conservé au centre BAnQ Vieux-Montréal de Bibliothèque et Archives nationales du Québec.

### Sur Pierre Laporte
- Jean-Charles Panneton, Pierre Laporte, Sillery, Les éditions Septentrion, avril 2012, 445 p. (ISBN 978-2-89448-694-8).